# Hansjakobweg I
Der Hansjakobweg I, auch Kleiner Hansjakobweg genannt, ist eine dreitägige Rundwanderstrecke im mittleren Schwarzwald. Er beginnt und endet in Schapbach, einem Teilort der Gemeinde Bad Rippoldsau-Schapbach, zwischen Wolfach und Freudenstadt.
Der zirka 54 Kilometer lange Wanderweg ist nach dem badischen Volksschriftsteller und Pfarrer Heinrich Hansjakob (1837–1916) benannt. Der Weg wurde im Jahr 1981 eingeweiht und wird vom Schwarzwaldverein gepflegt und betreut.
Der Wanderweg führt an die Schauplätze von Hansjakobs Erzählungen Erzbauern (1899), Waldleute (1897) und Abendläuten. Das Wegezeichen ist eine weiße Raute mit schwarzem Hansjakobhut, der Kopfbedeckung, mit der Hansjakob auf vielen zeitgenössischen Bildern und Fotografien abgebildet ist. Bei allen Sehenswürdigkeiten sind Erklärungstafeln angebracht, die sich hauptsächlich auf das Leben und die Erzählungen Hansjakobs beziehen.

## Tagestouren/Etappen

### Erste Etappe: Schapbach – Kloster Wittichen – Schenkenzell
Schapbach – Schmiedsberger Platz – Kaltbrunner Tal – Kloster Wittichen (12,5 Kilometer) – Vortal – Schenkenzell (16,5 Kilometer)

### Zweite Etappe: Schenkenzell – St. Roman – Wolftal (Gasthaus Ochsen)
Schenkenzell – Kloster Wittichen – Salzlecke – Heubach – Teufelstein – St. Roman (Sulzbächletal) – Kohlplatz – Bäch – Schapbach – Wolftal (Gasthaus Ochsen) (22,5 Kilometer – vom Kloster Wittichen nur 18,5 Kilometer)

### Dritte Etappe: Wolftal – Wildschapbach – Schapbach
Wolftal (Gasthaus Ochsen) – Schwarzenbruch (Oberwolfach) – Hirschbach – Wildschapbach – Schapbach (13 Kilometer)

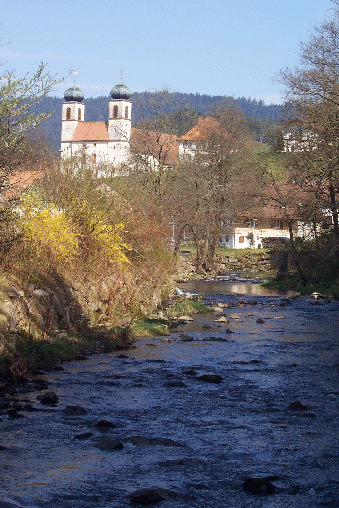
Blick auf die Zwiebeltürme von Schapbach
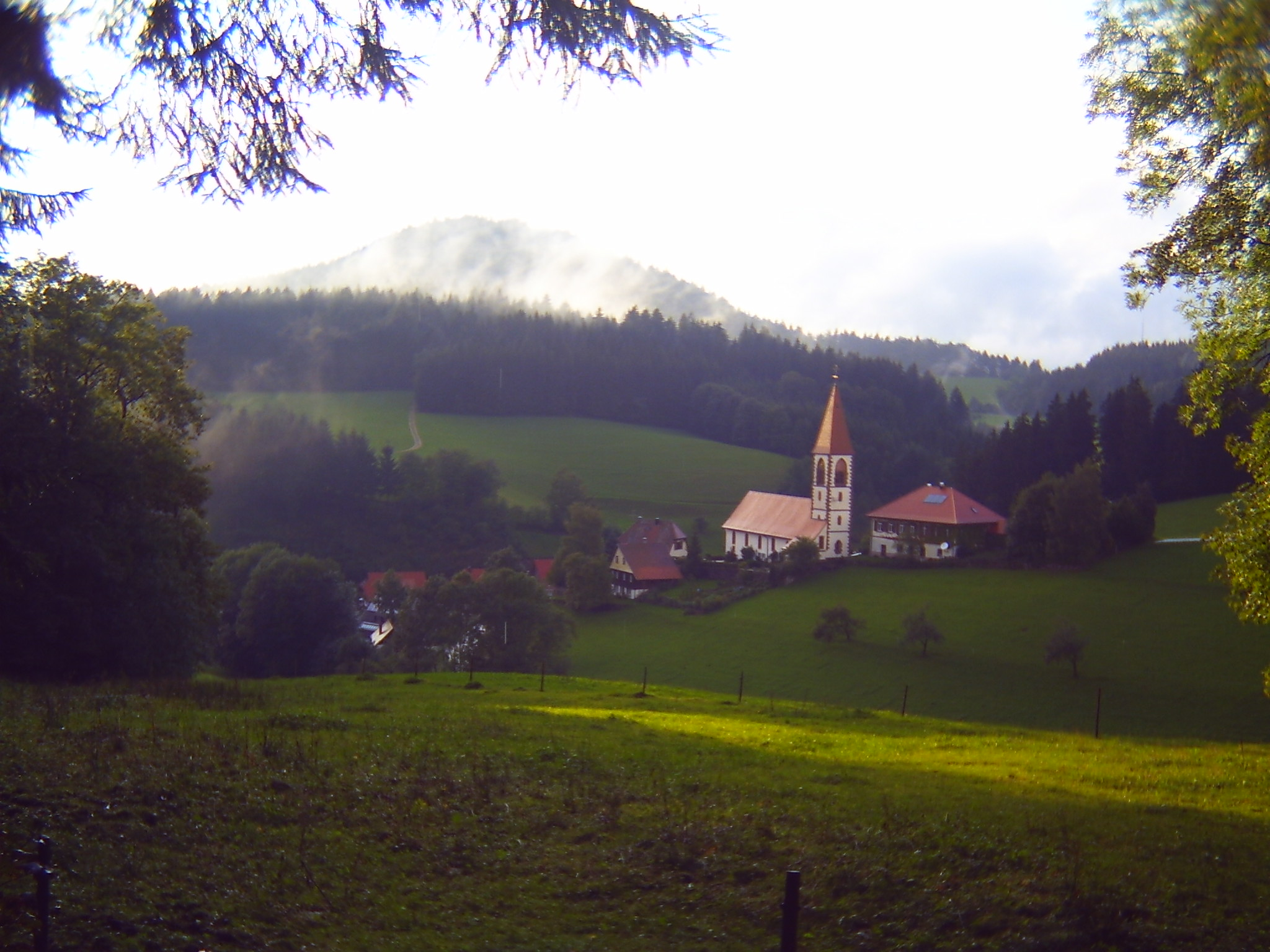
Bergdorf Wolfach-St. Roman
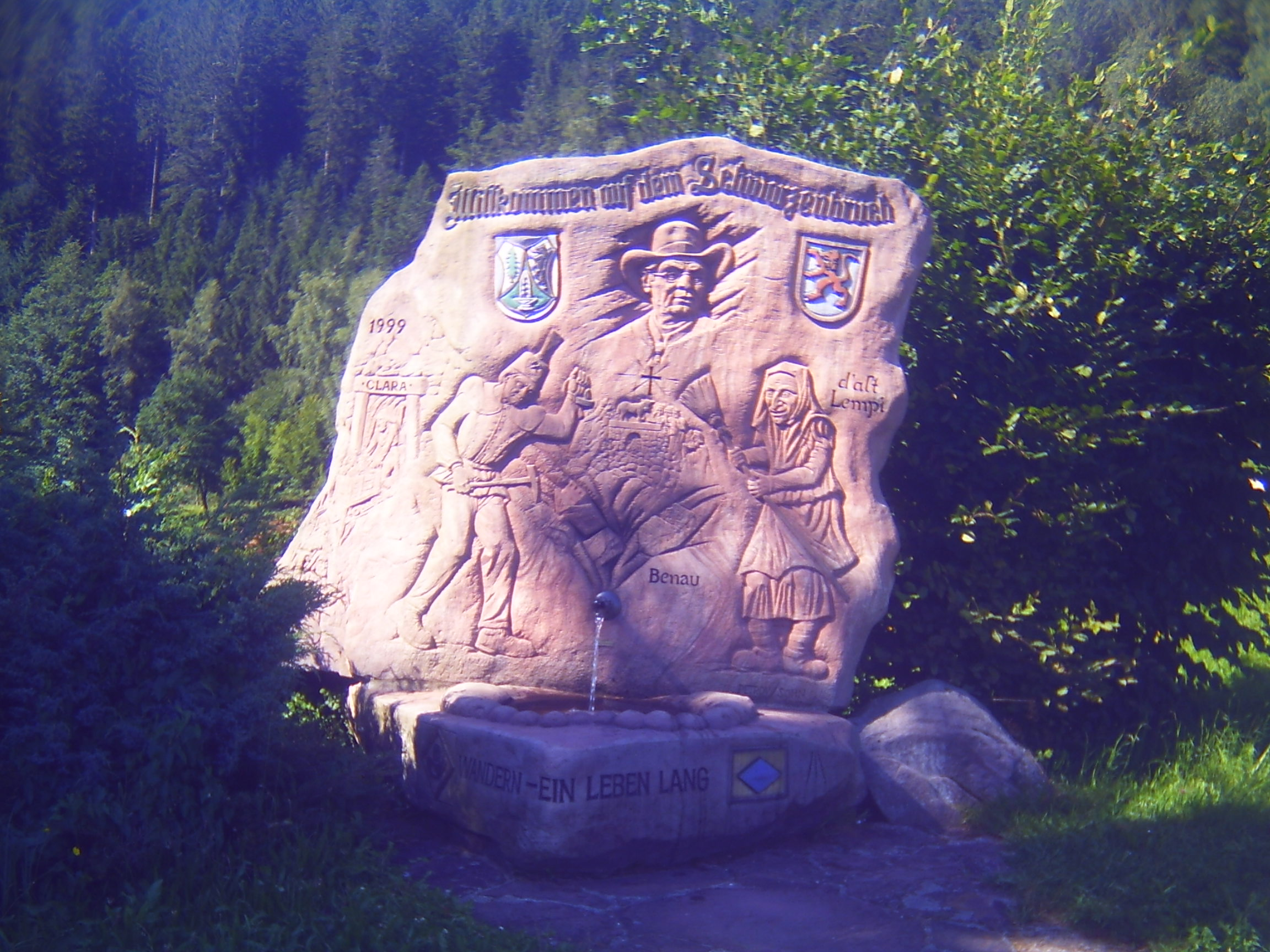
Hansjakobstein am Kleinen Hansjakobweg auf dem Schwarzenbruch